# باشگاه فوتبال لیفرینگ
باشگاه فوتبال لیفرینگ (آلمانی: FC Liefering) یک باشگاه فوتبال اتریشی است که در منطقه لیفرینگ و در نزدیکی شهر زالتسبورگ قرار دارد. این باشگاه تحت مالکیت شرکت رد بول است و به عنوان تیم دوم (تیم ذخیره) باشگاه ردبول زالتسبورگ، در بوندس‌لیگا ۲ اتریش بازی می‌کند.